# Damenklub Violetta
Le Damenklub Violetta est un club pour lesbiennes et personnes trans établi à Berlin, fondé par Lotte Hahm. Le club a existé de 1926 à 1933.

## Histoire
Le Damenklub Violetta, en français le Club de Dames Violetta, est un club de lesbiennes et personnes trans qui a été fondé en 1926 par Lotte Hahm. Il est considéré comme le premier documenté dans le monde. Il comptait plus de 400 membres ce qui en faisait un des plus populaires de l'époque,. En 1929, Hahm fonde l'association Monbijou qui fusionne la même année avec le Damenklub Violetta. Cela mène à une indignation des membres du club. En effet, ils n'avaient pas été consultés lors de cette décision. Le club ferme ses portes en 1933, année du début du régime nazi en République de Weimar. Lotte Hahm continue d'organiser des bals de 1933 à avril 1940 en intégrant le Damenklub Violetta dans le Sportclub Sonne, puis dans le club de bowling Die Lustigen Neun et en louant des salles de bal dans le Kreuzberg.

## Lieux
Le club se retrouvait dans diverses localisations de Berlin, notamment une affiche indiquait que le « Damenklub Violetta organise à la Zauberflöte, Kommandantenstrasse 72 [...] », salle située dans le Schöneberg. Une autre affiche indiquait « Club de danse Violetta au Nationalhof, Bulowstrasse, 37 [...] » situé également dans le Schöneberg. Encore une autre affiche proposait une soirée dans le Kreuzberg, au casino Hofjäger-Lichtspiele sur la Hasenheide, 52. On retrouvait également des évènements organisés dans le Berlin-Buckow, Berlin-Mariendorf, Berlin-Ploetzensee, Berlin-Reinickendorf, Berlin-Tempelhof, Berlin-Wannsee, Berlin-Schlachtensee et Berlin-Düppel.

## Postérité

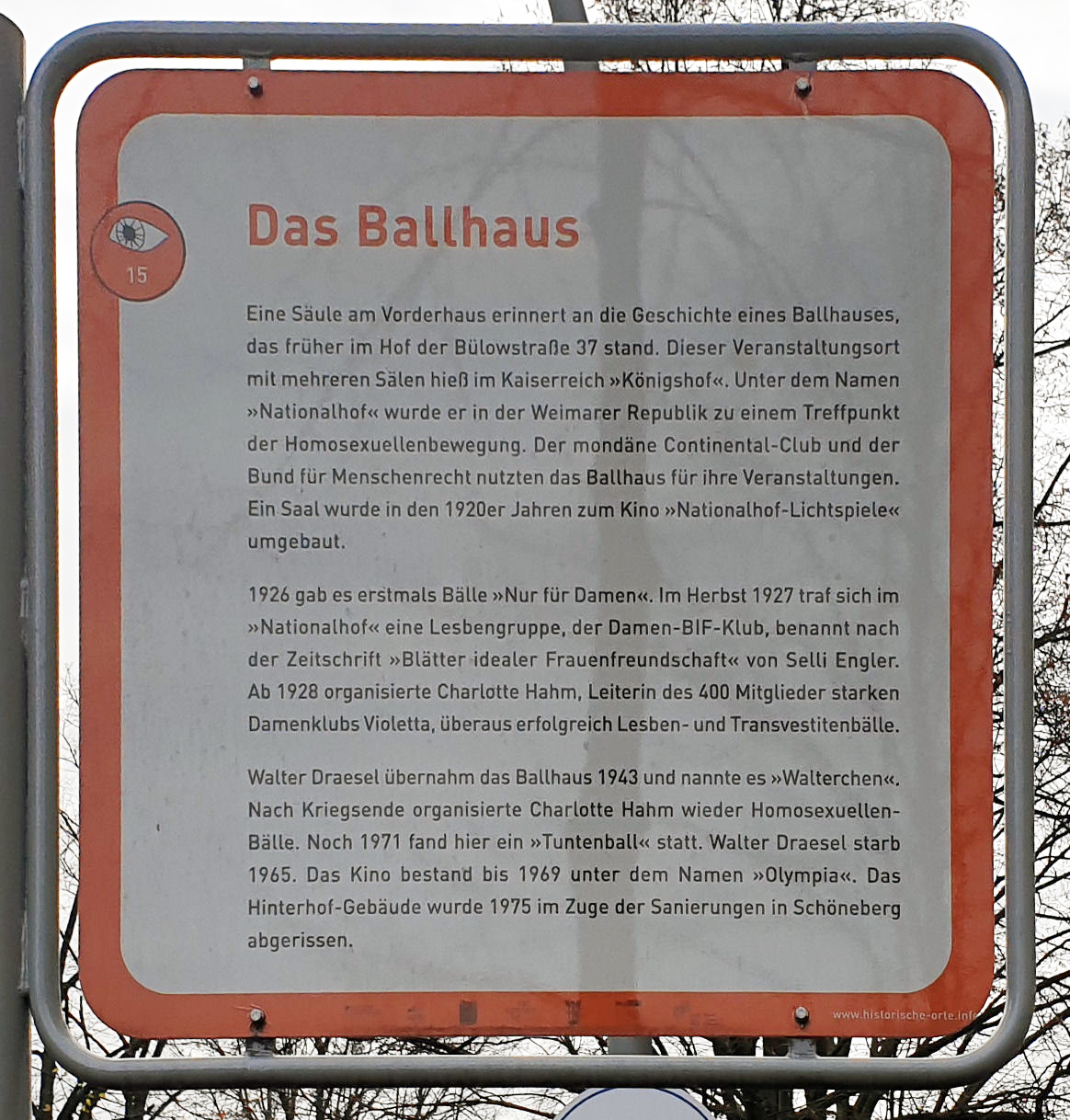
Plaque commémorative évoquant le Damensklub Violetta.

Deux plaques commémoratives sont situées sur la Bülowstrasse, 37 dans le Schönenberg à Berlin. On peut notamment lire sur la première plaque un extrait concernant le Damensklub Violetta, qui dit, en allemand, « Une colonne sur le bâtiment avant rappelle l'histoire d'une salle de bal qui se trouvait autrefois dans la cour du 37 Bülowstrasse. [...] À partir de 1928, Charlotte Hahm, directrice du Damenklub Violetta, fort de 400 membres, organisa avec succès des bals lesbiens et travestis. [...] ». Sur la seconde plaque, on retrouve une affiche publicitaire d'époque des soirées organisées par le Damenklub à la Bülowstrasse.